# Shuhei Shirai
Shuhei Shirai (白井 脩平 Shirai Shuhei?, nacido el 19 de julio de 1985 en Kanagawa) es un exfutbolista japonés. Jugaba de defensa y su último club fue el YSCC Yokohama de Japón.

## Trayectoria

### Clubes
| Club            | País  | Año       |
| --------------- | ----- | --------- |
| Sagawa Printing | Japón | 2008-2009 |
| YSCC Yokohama   | Japón | 2010-2015 |

## Estadística de carrera

### J. League
| Club          | Año   | J. League | J. League | Copa J. League | Copa J. League | Total | Total |
| Club          | Año   | Part.     | Goles     | Part.          | Goles          | Part. | Goles |
| ------------- | ----- | --------- | --------- | -------------- | -------------- | ----- | ----- |
| YSCC Yokohama | 2014  | 5         | 1         | -              | -              | 5     | 1     |
| YSCC Yokohama | 2015  | 2         | 0         | -              | -              | 2     | 0     |
| Total         | Total | 7         | 1         | 0              | 0              | 7     | 1     |